# Максвілл (Монтана)
Максвілл (англ. Maxville) — переписна місцевість (CDP) в США, в окрузі Гранит штату Монтана. Населення — 138 осіб (2020).

## Географія
Максвілл розташований за координатами 46°28′34″ пн. ш. 113°14′7″ зх. д. / 46.47611° пн. ш. 113.23528° зх. д. (46.476127, -113.235375). За даними Бюро перепису населення США в 2010 році переписна місцевість мала площу 17,93 км², з яких 17,91 км² — суходіл та 0,02 км² — водойми.

## Демографія
Згідно з переписом 2010 року, у переписній місцевості мешкало 130 осіб у 64 домогосподарствах у складі 32 родин. Густота населення становила 7 осіб/км². Було 100 помешкань (6/км²).
Расовий склад населення:
| - 96,9 % — білих |

До двох чи більше рас належало 3,1 %. Частка іспаномовних становила 0,0 % від усіх жителів.
За віковим діапазоном населення розподілялося таким чином: 16,9 % — особи молодші 18 років, 64,6 % — особи у віці 18—64 років, 18,5 % — особи у віці 65 років та старші. Медіана віку мешканця становила 50,0 року. На 100 осіб жіночої статі у переписній місцевості припадало 100,0 чоловіків; на 100 жінок у віці від 18 років та старших — 111,8 чоловіків також старших 18 років.
Середній дохід на одне домашнє господарство становив 50 312 долари США (медіана — 65 391), а середній дохід на одну сім'ю — 65 971 долар (медіана — 67 188).
Цивільне працевлаштоване населення становило 38 осіб. Основні галузі зайнятості: мистецтво, розваги та відпочинок — 42,1 %, сільське господарство, лісництво, риболовля — 21,1 %, будівництво — 15,8 %, освіта, охорона здоров'я та соціальна допомога — 13,2 %.